# Frades (parroquia)
Frades (llamada oficialmente San Martiño de Frades) es una parroquia del municipio de Frades, en la provincia de La Coruña, Galicia, España.

## Entidades de población
Entidades de población que forman parte de la parroquia:
- Cimadevila
- O Piñeiro
- Os Fernandes
- O Vilar
- Reirís
- San Amaro
- San Martiño

## Demografía
| Gráfica de evolución demográfica de Frades entre 2000 y 2018 |
|                                                              |
| Población de derecho según el padrón municipal del INE       |